# Луиђи Факта
Луиђи Факта (фр. Luigi Facta; Пинероло, 16. новембар 1861 — Пинероло, 5. новембар 1930) је био италијански политичар, новинар и последњи премијер Италије пре владања Бенита Мусолинија.

## Биографија
Факта је рођен у Пинеролу у Италији.
Студирао је право, а касније је постао новинар. Ушао је у политику 1892. када је изабран за посланика у скупштини Пинерола, место које је држао следећих 30 година. Факта је био подсекретар правде и унутрашњих послова током већине свог боравка у скупштини. Био је и министар финансија од 1910-1912 и поново од 1917-1924. По избијању Првог светског рата, Факта се залагао за неутралност Италије, али је подржао своју земљу када је 1915. године ушла у рат на страни Антанте. Његов син је погинуо у рату, а Факта је рекао да је поносан што му је син погинуо за државу.
На место премијера је дошао у фебруару 1922. године. У то време у Италији је био политички немир. Мусолини је са фашистима кренуо у Марш на Рим. У јулу 1922. године, Факта је добио отказ јер се није успешно обрачунао са фашистима. Међутим, нико други није успео да направи владу, па је поново изабран за премијера од стране краља Виктора Емануела III.
Факта се није јавно супротставио Мусолинију, иако је касније јавно тражио његову оставку и споро је реаговао на побуњеничке ставове у становништву. Када је напокон реаговао на насталу ситуацију, прогласио је ванредно стање. Краљ Виктор Емануел III није хтео да се прогласи ванредно стање плашећи се грађанског рата, па је отпустио Факту са места премијера и ставио Мусолинија на његово место. 1924. краљ га је поставио за сенатора.
Факта је 1930. године умро у Пинорелу, граду у којем се и родио. За њега је међу становништвом остао утисак о попустљивом лидеру који се није борио за своје принципе и заједно са краљем Виктором Емануелом III је постао главни кривац за Муослинијево преузимање власти.